# Eupithecia emittens
Eupithecia emittens es una especie de polilla de la familia Geometridae. La especie fue descrita por primera vez por Hiroshi Inoue habiendo sido descrita en 1996, con distribución en India, Pakistán y Tayikistán. El holotipo fue descrita en los alrededores de la ruta de Shigar, a 17 kilómetros (10,6 mi) de Skardu, a una elevación de 2200 metros (7217,8 pies).